# ثور جونسون
ثور جونسون (بالإنجليزية: Thor Johnson)‏ هو موزع أمريكي، ولد في 10 يونيو 1913 في ويسكونسن رابيدز في الولايات المتحدة، وتوفي في 16 يناير 1975.

## وصلات خارجية
- ثور جونسون على موقع ميوزك برينز (الإنجليزية)
- ثور جونسون على موقع ديسكوغز (الإنجليزية)